# Los Abuelos de la Nada
Los Abuelos de la Nada fue una banda argentina de rock y pop. Fue formada en Buenos Aires en 1967 por Miguel Abuelo, Pappo, Eduardo “Mayoneso” Fanacoa, Claudio Gabis, Miguel “Miky” Lara, Alberto “Abuelo” Lara y Héctor "Pomo" Lorenzo, siendo la misma una de las pioneras del beat y el rock psicodélico en Argentina. Al cabo de dos años la banda se separó, y luego de un período de inactividad fue rearmada por Miguel Abuelo para una segunda etapa que comenzó en 1981, y durante la cual cosecharía sus mayores éxitos. 
Para este período —el más recordado del grupo— Abuelo reflotó la banda con músicos muy jóvenes que recién estaban dando sus primeros pasos en el rock nacional, y dotó a la banda de un estilo alegre, descontracturado y pop, a tono con el movimiento de la música divertida de inicios de los años '80; la nueva formación consistía en Miguel Abuelo, Daniel Melingo, Polo Corbella, Andrés Calamaro, Gustavo Bazterrica y Cachorro López. La banda rápidamente se volvió uno de los grupos principales del rock argentino de los '80, gracias a sus temas pegadizos y al excelso dúo artístico conformado por Abuelo y un joven Andrés Calamaro.
Entre su repertorio se ubican reconocidos clásicos de la música argentina tales como «Costumbres Argentinas», «Himno de mi Corazón», «Lunes por la madrugada», «Mil horas», «Sin gamulán», «Cosas mías», «No se desesperen», «Tristeza de la ciudad», «Chalamán», «Asi Es El Calor», «No Te Enamores Nunca De Aquel Marinero Bengalí», entre otros.
Los Abuelos de la Nada recibieron gran aclamación por la crítica: el ranking de las 100 mejores canciones del rock argentino por la Rolling Stone Argentina y MTV en 2002 premió sus canciones «Himno de mi Corazón» (50.º) y «Mil horas» (14.º); un ranking similar por Rock.com.ar en 2007 les dio los puestos 13.º y 77.º respectivamente; y otro con las 500 mejores canciones iberoamericanas de rock por la revista estadounidense Al Borde en 2006 les dio los puestos 213.º y 38.º respectivamente. El ranking de los 100 mejores álbumes del rock argentino por la Rolling Stone Argentina en 2007 premió sus álbumes Los Abuelos de la Nada (84.º) y Vasos y besos (29.º); y otro con los 250 mejores álbumes iberoamericanos de rock por la revista estadounidense Al Borde, que en 2006 premió su álbum Vasos y besos (199.º). Su álbum en vivo Los Abuelos en el Ópera consiguió el puesto 2.º en el ranking de los 10 mejores álbumes en vivo de la Historia del Rock Argentino, realizado por la revista Rolling Stone Argentina en 2007.

## Historia

### Primera etapa

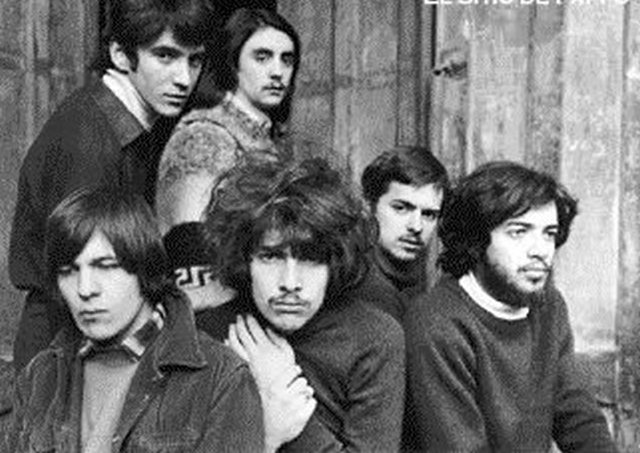
Primera formación: (de izq. a der.) arriba: E. Fanacoa, P. Lorenzo y M. Lara; abajo: A. Lara, N. "Pappo" Napolitano y M. Abuelo.

Los Abuelos de la Nada nacieron en 1967, siendo considerada una de las bandas pioneras del rock argentino, junto a La Joven Guardia, Sui Generis, Vox Dei, Almendra, Los Gatos, Manal, entre otros, aunque en los años 60 pasaron desapercibidos. El estilo del grupo fluctuaba entre el folk rock y el rock psicodélico de aquella época.
Miguel Abuelo (Miguel Ángel Peralta) relata los comienzos de la banda en el libro Tanguito, la verdadera historia de Víctor Pintos de la siguiente manera:

Los Abuelos de la Nada nacieron en un día que acompañé a Pipo Lernoud a arreglar los papeles de sus obras Ayer nomás y no me acuerdo cuales otras más a la compañía Fermata, que pertenece a Ben Molar, el señor Brenner. Recuerdo que el señor Brenner tenía una oficina con alfombras gruesas donde yo ponía mi pie y mi pie se hundía graciosamente. Con aire acondicionado (¡en esa época!) y escritorio fastuoso. Yo entré, vi todo verde, un clima raro, me sentía extraño, y me quedé en un rinconcito a mirar cómo circulaban los papeles y las firmas y las promesas. Ellos se habían olvidado de mí por un rato, pero de pronto me descubrieron, y me miraron. Y el señor Brenner, este señor Ben Molar, me preguntó: «¿Y vos que hacés, tenés un grupo?». Me dio la respuesta, te darás cuenta. Bueno, yo siempre fui un propulsor de la verdad, pero la mentira la tengo en la punta de la boca para lo que haga falta, es una herramienta. Entonces le dije «Sí, tengo un grupo». El tipo se alarmó porque fui demasiado rápido. Me dijo: «¿Y cómo se llama?». Mi computadora, que caminaba muy rápido, sondeó el fondo de mi alma y encontró una frase del gran Leopoldo Marechal. [...] Esa frase del libro El banquete de Severo Arcángelo decía: [...] «Padre de los piojos, abuelos de la nada». Una frase que me pegó mucho. Pintó esa frase, y así como me vino la puse en la palma de mi lengua. Y se la puse ante las orejas de Ben Molar, que inmediatamente hizo crack, algo se contorsionó en él como si agarrás una tortuga con un anzuelo y la levantás. Se contorsionó inmediatamente y me dijo: «Tienen hora de grabación dentro de tres meses en CBS Columbia. Averigüen el horario, su productor va a ser Jacko Zeller». Yo no tenía lapicera, no me moví del lugar. Pipo anotó rápidamente como buen amigo y buen aliado que era. Terminó la reunión, le di la mano y nos mandamos a mudar. Ahí le dije a Pipo: «¿Te das cuenta en la que nos metimos?». Y él me contestó: «No te preocupes. Vamos ya mismo a la plaza y encontramos a todos los músicos».
Miguel Abuelo (fundador del grupo).

En Plaza Francia, donde se juntaban los hippies de aquella época, encontraron al baterista Héctor Pomo Lorenzo y a los hermanos Micky (guitarra rítmica) y Alberto Lara (bajo). En casa de Pipo se integró provisoriamente el futuro guitarrista de Manal, Claudio Gabis, y más tarde se incorporó Eduardo Mayoneso  Fanacoa como organista.
Hacia marzo de 1968 grabaron un simple con los temas Diana Divaga (con Claudio Gabis) y Tema en Flu sobre el Planeta (con Pappo). En ese mismo año, formaron parte del Primer Recital de Rock Progresivo Argentino organizado por el sello Mandioca, que reunió a Manal y Cristina Plate. Sin embargo, la histeria de Miguel y la incomodidad producida canción tras canción no cerraron una buena noche, el disco se lanzaría con la firma de Miguel y no del grupo.
El año 1969 fue un año muy activo para la banda, que parecía asentarse en el ambiente. El 8 de junio se presentaron en el Ciclo "Beat Baires" realizado en el Teatro Coliseo junto a Engranaje, Litto Nebbia, Manal y Moris, entre otros y un trimestre más tarde en el histórico "Festival Pinap de la Música Beat & Pop" donde actuaron también, Vox Dei, Almendra y La Barra de Chocolate. El líder de La Cofradía de la Flor Solar Kubero Díaz (el mismo que estuvo en la última etapa abuelera) y Miguel Cantilo (futuro fundador del dúo Pedro y Pablo). Sin embargo, Miguel Abuelo se abre de la banda, por diferencias en los estilos musicales con Pappo, quedando este como líder, sin embargo la banda se disuelve producto de la baja popularidad, sin dejar rastros durante los setenta.

### Periodo entre etapas
En los próximos años, Miguel Abuelo emigraría a Francia y junto con otros músicos exiliados argentinos y chilenos formaría en 1973 la banda Miguel Abuelo & Nada. Esta banda duró menos de un año pero llegó a grabar un disco, Miguel Abuelo & Nada, de marcado sonido más pesado, con géneros como el heavy metal y el hard rock. El disco fue lanzado 2 años después del fin de la banda y sólo para el mercado francés, recién se lanzaría en Argentina en 1999. De modo que el álbum fue ignorado por el público roquero argentino por un largo tiempo, y Miguel Abuelo y sus compañeros se perderían la oportunidad de ser aclamados como los pioneros del heavy metal en Latinoamérica.

### Retorno de Miguel y reflote de la banda
Luego de casi una década en Europa, Miguel Abuelo retorna al país casado y con un hijo. Fue en ese instante cuando Los Abuelos de la Nada comenzaron a tejer los cinco años que los plasmarían como uno de los mejores grupos del rock argentino.
Miguel Abuelo y Cachorro López son quienes comienzan a armar la banda. Andrés Calamaro llegó a la banda, proveniente del grupo Raíces, para hacerse cargo de los teclados y la voz. Calamaro fue recomendado por dos personas a la vez: Pipo Lernoud, amigo de Miguel, y Alejandro Lerner, quien fue convocado para el puesto pero quería dedicarse a su carrera como solista. Miguel en realidad quería a Juan del Barrio, porque tenían una amistad con él, pero Del Barrio estaba tocando con Spinetta Jade. El nuevo súper grupo se completó con un joven saxofonista que venía de tocar con Milton Nascimento llamado Daniel Melingo, Gustavo Bazterrica (guitarrista de La Máquina de Hacer Pájaros y Spinetta) y el baterista Polo Corbella.

### Primer álbum
Charly García les produce su primer álbum homónimo. Las peleas entre Miguel y Charly eran constantes, lo que provocaba situaciones incómodas para la banda. Gracias al éxito en las ventas realizan su primer gran recital en el teatro Coliseo, a fines de 1982. Su primer gran éxito Sin Gamulán fue compuesto por el joven Andrés Calamaro y tuvo una difusión fuerte.
Charly realiza la presentación de su disco Yendo de la cama al living en el estadio de Ferro el 25 de diciembre, y Los Abuelos de la Nada junto a nueva banda de Miguel Zavaleta, Suéter, deciden telonearlo. Los Abuelos siguieron con su mejoría tras una gran recepción del público. Tres de sus miembros (Cachorro, Bazterrica y Calamaro) son convocados para la banda de García, cosa que desestabiliza a la banda, pero luego vuelven a dedicarse plenamente a Los Abuelos.
El 4 de junio de 1983 realizan el primer recital en Obras Sanitarias, mezclando los éxitos del primer disco con algunos adelantos del próximo álbum. Más tarde vuelven a tocar en Obras ese mismo año, compartiendo cartel con Rubén Blades, también estuvieron como invitados Charly, Nito Mestre y León Gieco.

### Vasos y Besos y consagración masiva
Se edita en aquel año el disco con el cual consiguen la consagración masiva: Vasos y Besos, presentado en el estadio de Vélez Sársfield el 30 de diciembre de ese año con el show Descorchando el ’84 con «Vasos y Besos». Participaron del festival de La Falda, realizaron una gira aún más importante por el interior, llenaron tres veces el Luna Park. La canción Mil horas, sencillo del disco (y también compuesta por Calamaro), fue un éxito rotundo y es hoy en día una de las canciones más vendidas del rock en español. Luego del éxito, viajan a Ibiza, donde graban su tercera placa Himno de mi corazón, de allí se destacan la canción homónima y el hit Lunes por la madrugada. Para ese momento Andrés Calamaro ya había lanzado su primer disco solista, y las cosas dentro del grupo ya se empezaban a poner difíciles porque un año antes se había dado la salida de Melingo del grupo, para formar Los Twist junto a Pipo Cipollatti, siendo reemplazado por Alfredo Desiata.

### Un 1985 complicado
Tras una gran cantidad de recitales brindados, planearon para 1985 la grabación de su primer disco en vivo. 5 meses antes del proyecto, el grupo sufrió una baja: el guitarrista Gustavo Bazterrica, quien es rápidamente reemplazado por Gringui Herrera, amigo de Andrés Calamaro, a quien corresponde la autoría de "Tristeza de la ciudad" y de "Así es el calor" (compartidas con Calamaro), incluidos en los discos Los abuelos de la nada y Vasos y besos, respectivamente. Con él, entonces, la agrupación grabó durante los días 14 y 15 de junio su cuarto long play titulado Los Abuelos en el Ópera.
De este disco saldría como sencillo una vez más una canción compuesta por Calamaro, que incluso es tocada por este hoy en día en la mayoría de sus presentaciones, "Costumbres argentinas".
En octubre de ese año participaron del primer Festival Rock & Pop realizado en el Estadio de Vélez Sarsfield junto a Charly García, Fito Páez, Zas, G.I.T., Virus, Sumo, Nina Hagen, INXS, Juan Carlos Baglietto, John Mayall entre otros, participando de la primera jornada realizada el día 11. La lluvia (precedida por granizo), el intenso barro, los defectos de sonido y la mala organización contribuyeron en el fastidio del público que llegó a su punto máximo cuando una botella de vidrio impactó en la cara de Miguel Abuelo, quien terminó cantando "Himno de mi corazón" con la cara ensangrentada. A pesar de esto obtuvieron un Premio Konex semanas después de ese recital.
A fines de ese año 1985 se despidió de la banda Andrés Calamaro y se marcaría con ello el fin de la exitosa carrera que había tenido la banda desde cuatro años atrás.
En diciembre de 1985, la prensa de rock daba como finalizada la banda, lo cual fue confirmado por Abuelo tiempo después.

### 1986: Una formación renovada y último álbum
En junio de 1986, se reunieron Miguel Abuelo, Juan del Barrio (que había pasado a ser el tecladista principal con la ida de Calamaro) y Polo Corbella, a los que se les sumaron el guitarrista Kubero Díaz y el bajista Marcelo "Chocolate" Fogo, quedando Miguel y Polo Corbella como integrantes originales de la banda. Empezaría una nueva etapa, nombrando a la banda Miguel Abuelo en Banda. Con esta formación, comenzaron a grabar desde julio las nuevas canciones que formarían parte del último álbum del grupo, Cosas mías. Si bien estaba planeado firmar el álbum con el nuevo grupo, Abuelo fue convencido por la discográfica y lo añadió como uno más de Los Abuelos de la Nada. Para el mes de octubre ya estaba a la venta. La canción homónima rápidamente se convirtió en un éxito.
El 29 y 30 de noviembre de 1986 realizaron 2 recitales por Perú con un gran concierto junto a Miguel Mateos/ZAS en el Coliseo Amauta de Lima, siendo todo un éxito y a la vez siendo este el primer país conquistado por la banda fuera de Argentina.
Un mes después, el 6 de diciembre se presentan por primera vez en Uruguay, esta fue la segunda vez que el grupo dio una presentación fuera de su país.
Unos días después en el programa Sabados de la Bondad (Canal 9) tocando en vivo en los estudios de Gelly sus éxitos y presentando Cosas mías para el público televisivo argentino como una manera de promocionar sus shows próximos en el Teatro Ópera.
Decidieron presentar Cosas mías oficialmente en los días 18, 19, 20 y 21 de diciembre en el Teatro Ópera, pero las canciones no tenían la aceptación de antes.
Promediando el año, el baterista Polo Corbella se retiró de la actividad, el ex-Suéter Claudio Pato Loza se hace cargo entonces de la batería.
Con la ida de Polo Corbella ya no quedaba ningún integrante original, salvo Abuelo, de la primera formación de principios de los ochenta. 
Durante el verano de 1987 decidieron traspasar las fronteras y probar en otros países de Sudamérica: realizan una gira junto al saxofonista Willy Crook que incluyó Bolivia, Perú y Paraguay.
Más adelante, Jorge Polanuer reemplazó a Willy en el saxofón.

### Muerte de Miguel Abuelo
Para el 24 de febrero de 1988 tenían arreglada una actuación en el Velódromo Municipal de Buenos Aires, que fue suspendida repentinamente por una altísima fiebre que había sufrido Miguel Abuelo. Rumores hablaban de que se encontraba infectado con el Virus de Inmunodeficiencia Humano (VIH). Ese mismo día se retiró definitivamente de la música, viviendo lo que eran sus últimos días de vida.
El 26 de marzo de 1988, Miguel Abuelo falleció en la Clínica Independencia de Munro (provincia de Buenos Aires) sólo cinco días después de cumplir cuarenta y dos años de edad.

### Reuniones posteriores
El 9 de mayo de 1997 se reunieron varios músicos de Los Abuelos. Para esta ocasión había sido invitado también Andrés Calamaro, pero llegó tarde porque había estado presentando anteriormente un nuevo tango compuesto junto a Mariano Mores en el Teatro Ópera. Comenzó con la guitarra, cantando "Mil horas" y luego se limitó a hacer los coros y a participar con su «percusión» (un par de palillos). El espectáculo estaba previsto para la una de la tarde, pero comenzó a las dos de la tarde y duró solo una hora.
El 21 de abril de 2012, Kubero Díaz y Alberto Lara, ex Abuelos de la última y primera formación respectivamente, se reunieron para programar un recital en Rosario, en un único encuentro en donde presentaron temas que pertenecieron a la banda los '80, en la última etapa, durante los '60 y otros que nunca fueron editados en el grupos
En el concierto de Andrés Calamaro en la Ciudad de Buenos Aires el 22 de octubre de 2016 bajo el marco del festival Personal Fest, Calamaro reunió en el escenario a Cachorro López, Daniel Melingo y Gustavo Bazterrica para tocar unas versiones de dos canciones de Los Abuelos de la Nada, "No Te Enamores Nunca de Aquel Marinero Bengalí" y "Costumbres Argentinas". Al terminar las dos canciones, Calamaro dedicó la presentación a Miguel Abuelo.

## Discografía

### Álbumes de estudio
| Año  | Álbum                  | Discográfica          |
| ---- | ---------------------- | --------------------- |
| 1982 | Los Abuelos de la Nada | Universal Music Group |
| 1983 | Vasos y besos          | Universal Music Group |
| 1984 | Himno de mi corazón    | Universal Music Group |
| 1986 | Cosas mías             | Universal Music Group |
| 2021 | Los Abuelos y amigos   | Universal Music Group |

### Álbumes en Vivo
| Año  | Álbum                   | Discográfica          |
| ---- | ----------------------- | --------------------- |
| 1985 | Los Abuelos en el Ópera | Universal Music Group |

### Sencillos

#### Universal Music
- Oye niño / ¿Nunca te miró una vaca de frente? (1968)[9]
- Diana Divaga / Tema en Flu sobre el Planeta (1968)
- La Estación (1969)[10]
- Sin gamulán / Tristeza de la ciudad (1982)
- No te enamores nunca de aquel marinero bengalí (1982)
- Guindilla Ardiente (1982)
- Chalamán (1983)
- Mil horas (1983)
- Himno de mi corazón (1984)
- Lunes por la madrugada (1984)
- Mil horas (vivo) (1985)
- Costumbres argentinas (1985)
- Zig Zag (vivo) (1985)

#### Eureka Pop
- Himno de mi corazón (con Hilda Lizarazu y Natalie Pérez, 2020)
- Vivo en Perú (2020)
- Mi Estrella y Yo (2020)
- Un Río Crucé (con Marcelo "Chocolate" Fogo, 2020)
- Lunes por la madrugada (con Manuel Moretti y Ricardo Mollo, 2020)
- Costumbres argentinas (con Benjamín Amadeo, 2020)

### Remixes y otros
- 1994: Los Abuelos de la Nada 1 remix
- 1995: Los Abuelos de la Nada 2 remix
- 1999: 1982-1987: Himnos del corazón

### Videografía
- 1982: No te enamores nunca de aquel marinero bengalí
- 1982: Ir a más
- 1985 Los Abuelos de La Nada en el Opera
- 1986: Cosas mías

### Sencillos nunca editados
Durante el periodo de actividad de Los Abuelos de la Nada, en sus inicios a fines de los '60, Miguel Abuelo había compuesto 10 sencillos, pero solo dos se llegaron a editar en un disco: Diana Divaga y Tema en Flu sobre el Planeta; mientras que La Estación, el último sencillo hecho por Pappo solo se editó en compilados y se editaría en su futuro grupo. Mientras que de los 7 restantes, algunos serían publicados por Miguel en su banda francesa, Miguel Abuelo & Nada.
Los sencillos solo fueron emitidos por radio y nunca se llegaron a editar en un disco de Los Abuelos de la Nada:
- Lloverá (instrumental)

Y otras fueron grabadas por abuelo como solista:
- Nunca te miró una vaca de frente
- Hoy Seremos Campesinos
- Oye Niño
- Mariposas De Madera
- Pipo, La Serpiente (Renombrado en Miguel Abuelo & Nada)
- Levemente Triste (Junto con La Estación en el compilado de Mandioca con Abuelo como solista)

## Miembros

### Reformación
- Gato Azul Peralta - voz principal y coros, percusiones (2020-presente)
- Kubero Díaz - guitarra y coros (1984 como miembro de apoyo) (1986-1988) (2020-presente)
- Juan del Barrio - teclados (1984-1986 como miembro de apoyo) (1986-1988 como miembro oficial) (2020-presente)
- Jorge Polanuer - saxo y coros (1987-1988) (2020-presente)
- Alberto Perrone - bajo y coros (2020-presente)
- Sebastián Peycere - batería (2020-presente)

### Miembros anteriores
- Miguel Abuelo - voz principal y coros, percusiones (1967-1969) (1981-1988; su muerte)
- Abuelo Lara - bajo (1967-1971) (falleció en 2014)
- Micky Lara - guitarra (1967-1971)
- Pomo Lorenzo - batería (1967-1969)
- Mayoneso Fanacoa - teclados (1967-1971)
- Claudio Gabis - guitarra (1968)
- Pappo - voz principal y coros, guitarra (1968-1971) (falleció en 2005)
- Polo Corbella - batería, caja de ritmos y coros (1981-1987) (falleció en 2001)
- Cachorro López - voz principal y coros, bajo y percusión (1981-1985)
- Andrés Calamaro - voz principal y coros, teclados y percusión (1981-1985)
- Daniel Melingo - voz principal y coros, saxo, clarinete, guitarra rítmica y percusión (1981-1983) (1985)
- Gustavo Bazterrica - voz principal y coros, guitarra principal y percusión (1981-1985) (1986 como miembro invitado)
- Alfredo Desiata - saxo y percusión (1983-1985)
- Gringui Herrera - guitarra (1985)
- Marcelo "Chocolate" Fogo - voz principal y coros, bajo (1986-1988)
- Willy Crook - saxo y coros (1987) (falleció en 2021)
- Pato Loza - batería (1987-1988)